# Lichnanthe apina
Lichnanthe apina es una especie de coleóptero de la familia Glaphyridae.

## Distribución geográfica
Habita en California (Estados Unidos).